# 李釗 (西晉)
李釗（？—？），字世康，四川廣漢人，李毅之子，曾任西晉西夷校尉、越巂太守。

## 生平
光熙元年（306年），寧州被圍困，李毅因孤立無援，平叛未果身患重病而死，李釗從洛陽趕往寧州，到牂柯時，路塞而有所耽擱，其妹李秀有其父李毅的風範，眾官員推舉李秀暫領寧州事務。
永嘉元年（307年），李釗來到寧州，官員奉李釗管理寧州事務。
永嘉四年（310年），王遜上任寧州刺史，上表奏李釗為朱提太守。
李釗後來擔任越巂太守時被李雄所俘獲，李釗從蜀地逃回，王遜復命李釗為越巂太守。玉衡九年（319年），李雄派李驤征伐越巂郡，次年李釗和漢嘉太守王載共同抵禦，在温水交戰，李釗戰敗，李釗和王載便向李驤投降。李釗到成都後，李雄對待他非常優厚，朝廷的儀式，喪期的禮節，都由李釗決定。